# Elecciones presidenciales de Túnez de 2019
Las elecciones presidenciales de Túnez de 2019 se realizaron el 15 de septiembre de 2019 en Túnez y del 13 al 15 de septiembre en el extranjero para elegir al Presidente de la República de Túnez, como ningún candidato obtuvo mayoría absoluta se realizó una segunda vuelta el 13 de octubre de 2019.
Según datos oficiales el jurista independiente Kaïs Saied obtuvo en la primera vuelta un 18,4 % de los votos respecto al magnate de los medios, Nabil Karoui que obtuvo un 15,60 % de los sufragios. Por lo cual hubo una segunda vuelta entre ambos. En tercer lugar y fuera de la segunda vuelta quedado Abdelfattah Mourou, del partido islamista Ennahda con un 12,88% de apoyos. El primer ministro saliente Youssef Chahed, acabó en quinta posición con  7,4% de los votos.
La segunda vuelta electoral se llevó a cabo luego de las elecciones legislativas realizadas el 6 de octubre de 2019.

## Contexto

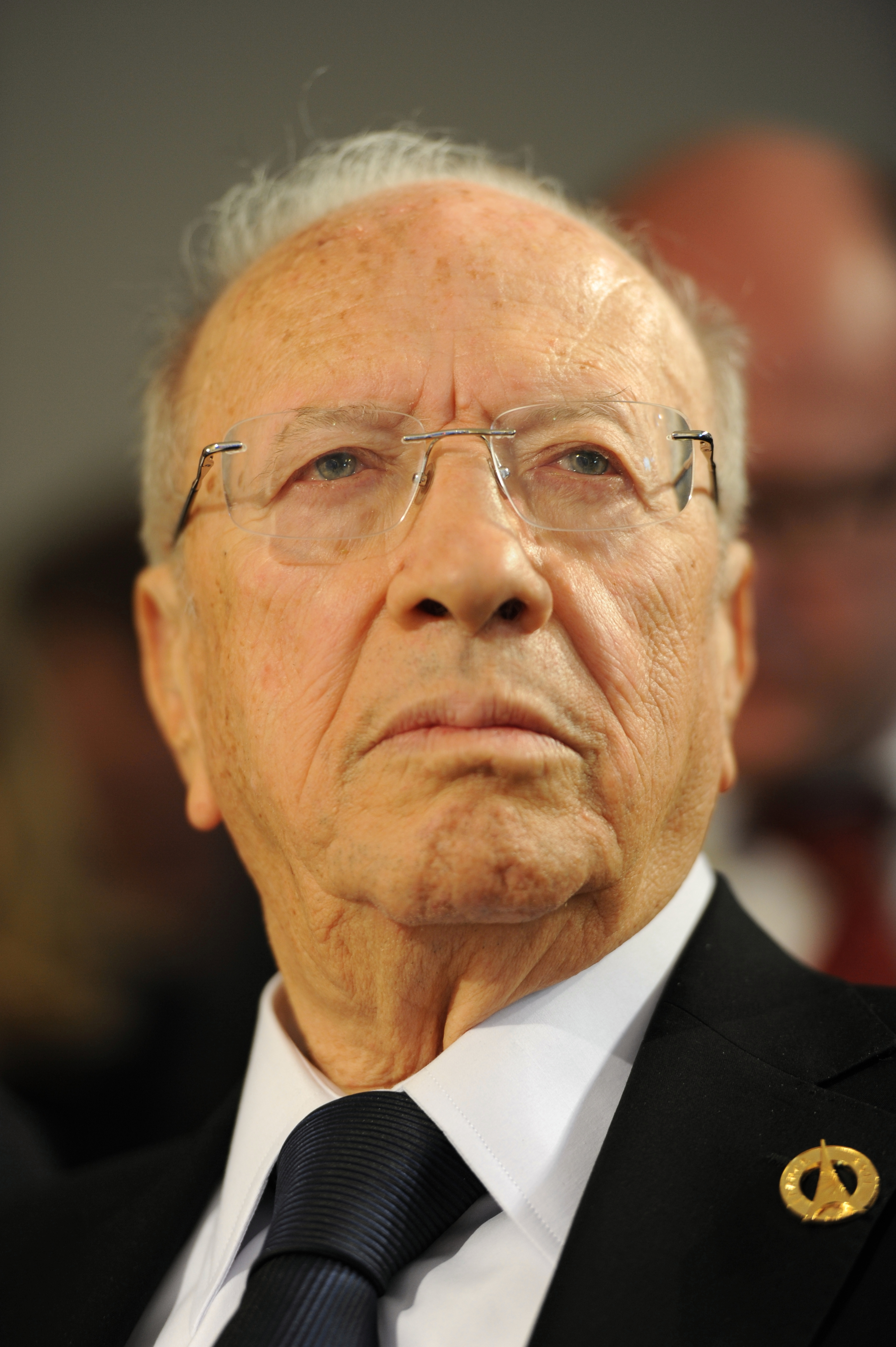
Beji Caíd Essebsi en 2011.

El 27 de junio de 2019, el presidente saliente, Beji Caíd Essebsi, de 92 años de edad, quien había anunciado que no volvería a presentarse, fue hospitalizado en un estado muy crítico.  El deterioro de su estado de salud plantea la cuestión de su posible sucesión. La Constitución de 2014 estipula que si la incapacidad para desempeñar sus funciones es temporal, corresponde al jefe de Gobierno ejercer sus funciones. Si la incapacidad es definitiva, el presidente de la Asamblea de Representantes del Pueblo asume el puesto de manera interina por un período de 45 días, después de que la vacante del puesto haya sido notificada por el organismo temporal responsable revisión de la constitucionalidad de los proyectos de ley, en ausencia de un Tribunal Constitucional funcional. Essebsi finalmente es dado de alta el 1 de julio. Sin embargo, la cuestión de su estado de salud continuó presente, lo que lleva a una campaña de la sociedad civil para la publicación de su expediente médico. Finalmente Caíd Essebsi muere el 25 de julio de 2019 tras una nueva hospitalización. Mohamed Ennaceur asume la presidencia interina. La muerte de Essebsi lleva a las autoridades a adelantar la fecha de las elecciones presidenciales de noviembre a septiembre. En ausencia de un Tribunal Constitucional, el establecimiento de un nuevo calendario electoral es inicialmente incierto, antes de ser fijado el 15 de septiembre.

## Antecedentes
- Caída de Ben Ali.  El 14 de enero de 2011, Zine El Abidine Ben Ali huyó de su país después de 23 años en el poder tras un levantamiento popular. El levantamiento causó 338 muertos y más de 2.100 heridos.
- Victoria del partido Ennahdha. El 23 de octubre de 2011, el movimiento islamista Ennahda, legalizado en marzo, ganó 89 de los 217 escaños en la Asamblea Constituyente en las primeras elecciones libres en la historia del país. En diciembre, Moncef Marzouki, un activista de izquierda, fue elegido jefe de Estado por la Asamblea Constituyente. Hamadi Jebali, número dos de Ennahdha, forma el gobierno.
- Primeras esperanzas decepcionadas. En abril de 2012, estallaron enfrentamientos en la Cuenca Minera del Suroeste entre desempleados y policías. En junio y agosto, proliferan manifestaciones violentas y ataques de grupos islámicos radicales. Los disturbios estallan a fines de noviembre en Siliana, una ciudad desheredada al suroeste de Túnez: 300 heridos en cinco días. Las huelgas y manifestaciones, a veces violentas, afectan a la industria, los servicios públicos, el transporte y el comercio. Y como en 2011, es en las áreas económicamente marginadas donde se cristalizan los conflictos.
- Asesinatos de oponentes El 6 de febrero de 2013, el opositor antiislamista Chokri Belaid fue asesinado en Túnez. El 25 de julio, el diputado izquierdista Mohamed Brahmi es asesinado cerca de la capital. Los dos asesinatos, que causan crisis profundas, serán reclamados por yihadistas reunidos ante el grupo Estado Islámico.
- Transición democrática. El 26 de enero de 2014, se adopta una Constitución, se forma un gobierno de tecnócratas y los islamistas se retiran del poder. El 26 de octubre del mismo año el partido antiislamista Nidaa Tounes de Béji Caïd Essebsi, que incluye figuras de izquierda y centro derecha, así como familiares del régimen de Ben Ali, gana las elecciones legislativas, por delante de Ennahdha. Beji Caíd Essebsi ganó las elecciones presidenciales en diciembre. En febrero de 2015, el nuevo primer ministro Habib Essid presenta, después de semanas de negociaciones, un gobierno dominado por Nidaa Tounes pero que incluye a sus rivales Ennahdha.
- Ataques terroristas. Se decreta el estado de emergencia. En 2015 se perpetran tres ataques terroristas reclamados por el Estado Islámico con base en la vecina Libia. Matan a 72 personas, en su mayoría turistas extranjeros y miembros de las fuerzas de seguridad, en el museo Bardo en Túnez, en un hotel en Susa y contra un autobús de la guardia presidencial en Túnez. En marzo de 2016, docenas de yihadistas atacan instalaciones de seguridad en Ben Guerdane (sur), matando a 13 miembros de las fuerzas de seguridad y siete civiles.
- Problemas sociales y nuevo gobierno. A principios de 2016, una ola de protestas comienza en Kasserine, después de la muerte de un joven desempleado. La ira se está extendiendo en muchas áreas. El Fondo Monetario Internacional da luz verde a un nuevo plan de ayuda de 2.500 millones de euros en cuatro años. En agosto, Youssef Chahed (Nidaa Tounes) recibe el encargo de formar un gobierno de "unidad nacional". A principios de 2018, el país se ve afectado por un movimiento de protesta exacerbado por la entrada en vigor de un presupuesto de austeridad.
- Contexto político. El presidente tunecino Essebsi anunció en septiembre el fin de la alianza con Ennahdha. Youssef Chahed, desafía la tutela del Presidente Essebsi y reorganiza su gobierno en noviembre con el apoyo de Ennahdha. Después de enfrentamientos de clanes, deja a Nidaa Tounes y funda su propio partido Tahya Tounes. El 25 de julio, el presidente Essebsi muere a la edad de 92 años, unos meses antes del final de su mandato. El 8 de agosto, Chahed anuncia su candidatura para las elecciones presidenciales. El 23 de agosto, el empresario Nabil Karoui, acusado de "lavado de dinero", es arrestado. Su partido culpa a Youssef Chahed, quien niega cualquier conexión con el arresto de uno de sus principales rivales.
Había 26 candidaturas aceptadas por la Instancia Superior Independiente de las Elecciones (ISIE), organismo gubernamental encargado de supervisar los comicios. Dos candidatos Mohsen Marzouk y Slim Riahi anunciaron horas antes de la celebración de la primera vuelta su renuncia a favor del candidato Abdelkarim Zbid pero la ISIE declaró que la retirada no tenía ningún valor legal y que sus nombres seguirían en las papeletas electorales por lo que la ciudadanía podría votar por ellos.
La campaña electoral se inició el 2 de septiembre en territorio nacional. El número de personas inscritas para votar es de 7.081 307. Se desplegaron 1.500 observadores durante la campaña. El 15 de septiembre se abrieron 13.000 colegios electorales en todo el país. 
Estas son las segundas elecciones presidenciales por sufragio universal directo desde la revolución de 2011. Inicialmente estaban previstas para el 17 de noviembre de 2019 pero se adelantaron tras la muerte del presidente saliente, Beji Caíd Essebsi, en julio de 2019 .

## Sistema electoral
El presidente de la República de Túnez es elegido por un mandato de cinco años por sufragio universal, libre, directo y secreto, durante los últimos sesenta días del mandato presidencial. El artículo 74 de la Constitución establece que la candidatura a la presidencia de la República es un derecho para todos los votantes y electores, de al menos 35 años de edad, de nacionalidad tunecina y religión musulmana. El artículo especifica que, si posee otra nacionalidad, debe presentar un compromiso de que renunciará a la misma si es elegido al cargo. 
Túnez tiene un jefe de Gobierno elegido por el Parlamento y ejerce la mayor parte del poder ejecutivo, el presidente tunecino ni siquiera está privado de él. En su calidad de jefe de Estado y jefe del ejército, tiene un papel importante en los ministerios reales de Asuntos Exteriores y Defensa, cuyos diplomáticos y funcionarios de alto rango designa.
El método de votación utilizado es el escrutinio mayoritario uninominal con segunda vuelta electoral. El artículo 75 especifica que si no se obtiene una mayoría absoluta de los votos emitidos, se realizará una segunda votación dentro de las dos semanas posteriores al anuncio de los resultados finales de la primera votación. Los dos candidatos con el mayor número de votos en la primera ronda se postulan para la segunda, y el que tiene más voto es declarado elegido. Si uno de los candidatos calificados para la votación muere, se realiza una nueva convocatoria de solicitudes, con nuevas fechas para las elecciones dentro de un período que no exceda los 45 días; esto no se aplica a la eventual renuncia de candidatos. La Constitución también estipula que nadie puede ocupar el cargo de Presidente de la República por más de dos períodos completos, sucesivos o separados, y que en caso de renuncia, el mandato se considerará cumplido en su totalidad.  
Además, para registrar sus solicitudes, los candidatos deben realizar un depósito de diez mil dinares tunecinos.

### Tentativa de cambio
El 18 de junio de 2019 se adoptan enmiendas cuestionadas por algunos sectores que denuncian un intento de bloquear el camino a Nabil Karoui y Olfa Terras. Las enmiendas adoptadas prohíben la candidatura de personas que han donado a la población, se han beneficiado de financiación extranjera o publicidad política durante los doce meses anteriores a una elección, o que poseen antecedentes penales. El 25 de junio, 51 diputados de Nidaa Tounes y el Frente Popular interponen un recurso por inconstitucionalidad.
A pesar del rechazo de la apelación, el presidente Caïd Essebsi se niega a promulgar el texto, pero no lo remite a la Asamblea para una segunda lectura, ni lo somete a referéndum, lo que, según los juristas, es contrario a la Constitución que no prevé tal situación. Esta decisión lleva a la coalición de gobierno a considerar la posibilidad de pronunciar la incapacidad del presidente argumentando que se habría visto obligado a no firmar el texto.

## Calendario electoral
Las elecciones estaban inicialmente programadas para el 10 de noviembre, antes de posponerse una semana para evitar que la elección se celebre al mismo tiempo que el Mouled, día festivo que marca el nacimiento del profeta Mahoma y en el curso de la cual muchos tunecinos se reúnen con sus familias o viajan a Kairouan, la Meca del Islam en el centro de Túnez. Evitar la superposición facilitaría a la policía asegurar ambos eventos y evitaría un efecto perjudicial en la participación. Al gobierno le gustaría evitar una repetición del resultado de las elecciones municipales de mayo de 2018, donde la participación fue solo del 35,65%.
El electorado finalmente se convoca el 6 de julio de 2019. Un total de 7 081 307 están registrados en las listas electorales gracias a una importante campaña que permite el registro de un millón y medio de nuevos votantes de los 3.5 millones de votantes no registrados, estimándose que la población en edad de votar es un poco menor a nueve millones. En las elecciones municipales de 2018, fueron solo 5 369 843 . El nuevo electorado se rejuvenece y feminiza, siendo el grupo de edad más representado entre los nuevos participantes el de 18 a 35 años, mientras que las mujeres representan el 54% de los nuevos participantes. El portavoz de la Autoridad Superior Independiente para las Elecciones, Hasna Ben Slimane, juzga así al nuevo cuerpo electoral relativamente representativo de la población. La inscripción total es ligeramente superior a la decidida para las elecciones legislativas, cuyas listas se cerraron un poco antes, totalizando 7 066 940 inscritos.
Dado que el escrutinio se ha anticipado la primera vuelta de la campaña electoral dura 13 días en vez de 22, es decir del 2 al 13 de septiembre. Las candidaturas se presentaron del 2 al 9 de agosto.  Los primeros resultados deben anunciarse el 17 de septiembre. El electorado se convoca para estas nuevas fechas el 31 de julio Una posible segunda vuelta debe celebrarse entre el 13 o 20 de octubre.

## Candidatos

### Candidaturas presentadas
La presentación de candidaturas en el ISIE fue del 2 al 9 de agosto. Los solicitantes debían presentar un dosier con el patrocinio de al menos diez diputados o 10 000 electores, más un depósito de 10 000 dinares, o aproximadamente 3 150 euros.
Mongi Rahoui, diputado del Frente Popular, es el primero en presentar una solicitud el día del inicio de las solicitudes bajo el estandarte del partido del Frente Popular, seguido por Mohamed Abbou, presidente del Movimiento Democrático, y luego Lotfi Mraihi, presidente del La Unión Patriótica Republicana, Abir Moussi, presidente del Partido del Destino Libre, Mounir Jemaï, agricultor independiente, y Nabil Karoui, presidente del Partido del Corazón de Túnez, y Nidhal Kraïem, Hamdi Alaya, Fathi Krimi y Nizar Chouk, los cuatro candidatos independientes.
El 3 de agosto, el segundo día de solicitudes, solo Fethi Ouerfelli, candidato del partido Tounes Baytouna, presentó su candidatura. El 4 de agosto, el portavoz de Ettakatol Al Shaâbi, Mongi Louhichi y Mohamed Chedly Fekih Ahmed, candidato independiente, presentaron cuatro casos nuevos, seguidos por Mohamed Hedi Mansouri, presidente del Partido Democrático para la Justicia y la Prosperidad, y finalmente por Mehdi Jomaa, presidente del partido Al Badil Ettounsi.
El 5 de agosto, Lazhar Zoghlami, Amara Saad Laoui, Khaled Kalai, Ridha Abed, el artista Abdelhamid Ammar y Rached Achour presentan sus candidaturas, todas presentadas como independientes. El 6 de agosto, Moez Borni, seguido de Hamdi Rejeb, Sahbi Khaldi, Mohamed Ali Ati, Hamadi Jebali, exmiembro del Partido Ennahdha, Mohamed Marzouki, Adnene Ben Khachana y Taoufik Jabnoune presentan sus candidaturas, todos como candidatos independientes.
El 7 de agosto, Moncef Marzouki, presidente de Hizb el-Harak y expresidente de la República (2011-2014), es el primero en presentar su candidatura. Le siguen el candidato independiente Ahmed Ben Nfissa, luego Hamma Hammami, portavoz de la coalición del Frente Popular, seguido por los candidatos independientes Mohamed Seghaïer Nouri, Sami Chaabane y el ministro de Defensa Abdelkrim Zbidi, quien también es independiente. Habib Hardoug, Badreddin Borni, Fathi Sarduk, Mehrez Zoghlami Chikhaoui y Rekaya Hafi también se postulan como candidatos independientes.
El 8 de agosto, los candidatos independientes Noureddine Bouali, Sahbi Trabelsi, Mohamed Lassaad Ouni, Ikbal Lamine, Zied Tibr, Abdelwahed Ben Mohamed Khachnaoui, Ben Slim Abdelali Radhouane, Fathia Mouawed, Habib Mohamed Ben Sassi, Rafik Sallami, Mohsen Moujahed Amor y Marouene Amor presentar sus solicitudes como independientes. Mounir Baatour, presidente del Partido Liberal de Túnez, presenta su candidatura, seguido de Hechmi Hamdi, presidente del Courant de l'Amour, tras de Mohamed Amine Agrebi y Safi Saïd, ambos independientes. 
El 9 de agosto, último día del proceso, el jefe de Gobierno y presidente de Tahya Tounes, Youssef Chahed, el presidente interino de la Asamblea de Representantes del Pueblo y el vicepresidente de Ennahdha, Abdelfattah Mourou, y el presidente de Machrouu Tounes y Mohsen Marzouk presentan sus candidaturas. Por su parte, Slim Riahi, buscado por la justicia por un caso de soborno, presenta su candidatura a través de su abogado. Selma Elloumi (Al Amal), Abid Briki (Túnez adelante), Saïd Aïdi (Bani Watani), Seifeddine Makhlouf (Al Karama) y los independientes Kaïs Saïd, Néji Jalloul, Bahri Jelassi, Kamel Laabidi, Amine Ben Salah, Zohra Mhenni Mohamed Hedi Ben Hassine, Bashir Aouini Hatem Boulabiar Malika Zdini y Mokhtar Lotfi Kammoun también presentan las candidaturas mientrasAchour Jemai retira la suya.
Elyes Fakhfakh, del partido Ettakatol, y los independientes Maher Khedher, Sadok Cherif, Raoudha Rezgui, Abdellatif Dridi, Mouldi Aouichaoui, Mohamed Ben Belgacem, Saber Nefzi, Taoufik Mabrouk, Mohamed Salah Jannadi, Omar Mansourt, Mah, Al Mahé, Al Mahé, Al Mahé, Mahomet, Mahomeh, Al Mahé, Mahomet, Mahomeh, Al Mahéi, Mahomet., Riadh Baazaoui, Sahbi Brahim, Leila Hammami, Hmida Ben Jemaa, Raoudha Gafraj, Abdelhamid Hermassi y Dhouha Haddad completan la lista de 97 candidatos.
El 14 de agosto, el ISIE publica una lista preliminar de 26 candidatos que cumplieron con los criterios. Once de ellos han recibido patrocinios de funcionarios electos fáciles de verificar, mientras que los de los votantes toman más tiempo. La lista final debe anunciarse el 31 de agosto. Mientras tanto, doce candidatos excluidos presentan apelaciones ante el Tribunal Administrativo   : Lazhar Zoghlami, Mohamed Hedi Ben Hassine, Mohamed Salah Jannadi, Bahri Jelassi, Mounir Baatour, Leila Hammami, Sahbi Brahim, Mohamed Al Awset Ayari, Marouene Ben Amor y Abdellatif Dridi, así como otros dos cuyo recurso será desestimado por no tener informó al organismo electoral. El Tribunal Administrativo acepta la apelación de Jelassi, Brahim, Ben Amor y Ben Hassine. El ISIE decide apelar esta decisión que finalmente se rechaza, lo que lleva el 30 de agosto a la confirmación de los 26 candidatos seleccionados.
Sin embargo, se han abierto investigaciones contra los candidatos Hamma Hammami, Abid Briki, Mohsen Marzouk y Lotfi Mraihi, por presunta falsificación de patrocinio.
Dos candidatos Mohsen Marzouk y Slim Riahi anunciaron horas antes de la celebración de la primera vuelta su renuncia a favor del candidato Abdelkarim Zbidi, pero la ISIE ha declarado que la retirada no tiene ningún valor legal y que sus nombres seguirán en las papeletas electorales por lo que la ciudadanía podrá votar por ellos.

### Lista definitiva

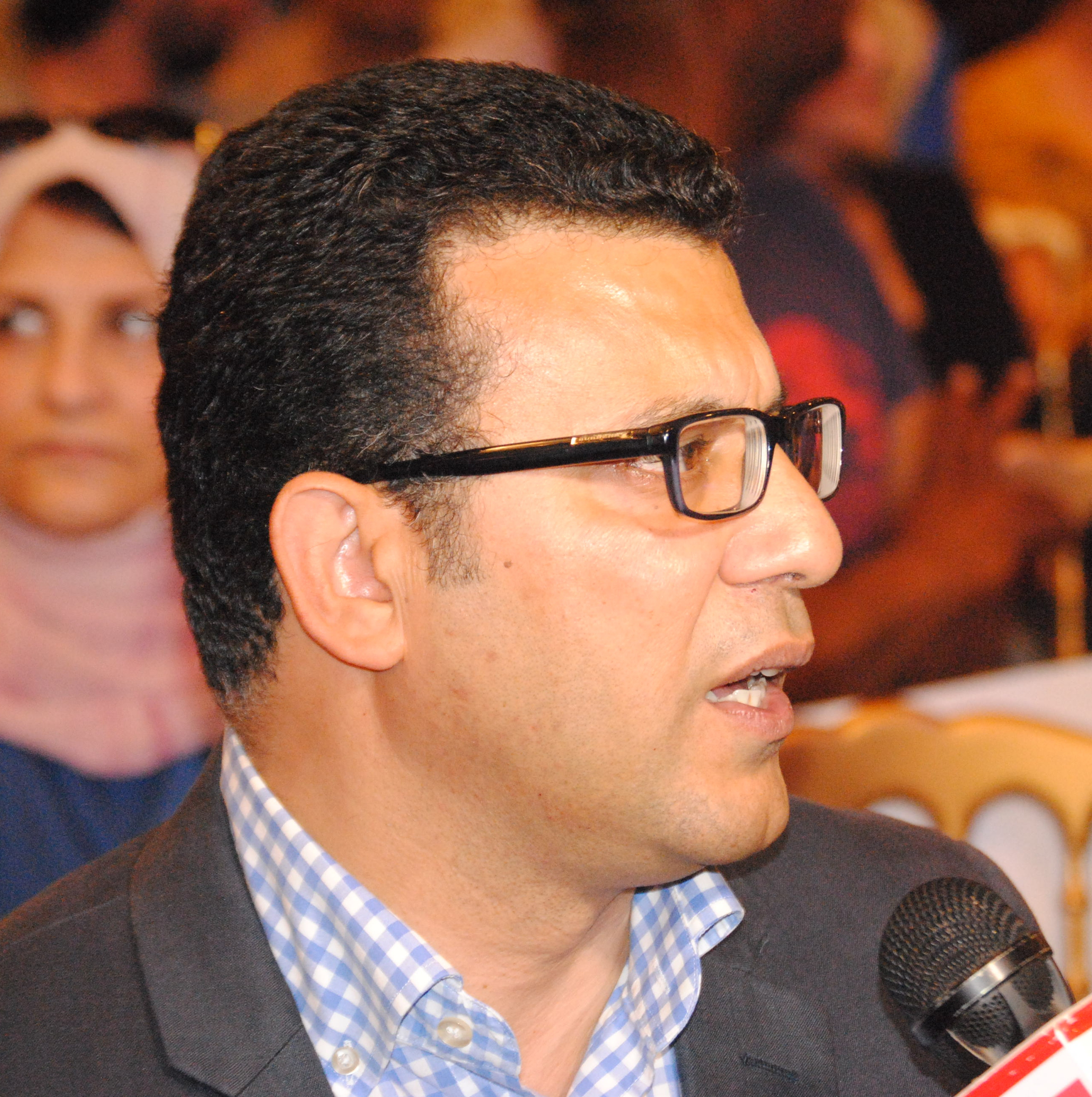
1 - Mongi Rahoui
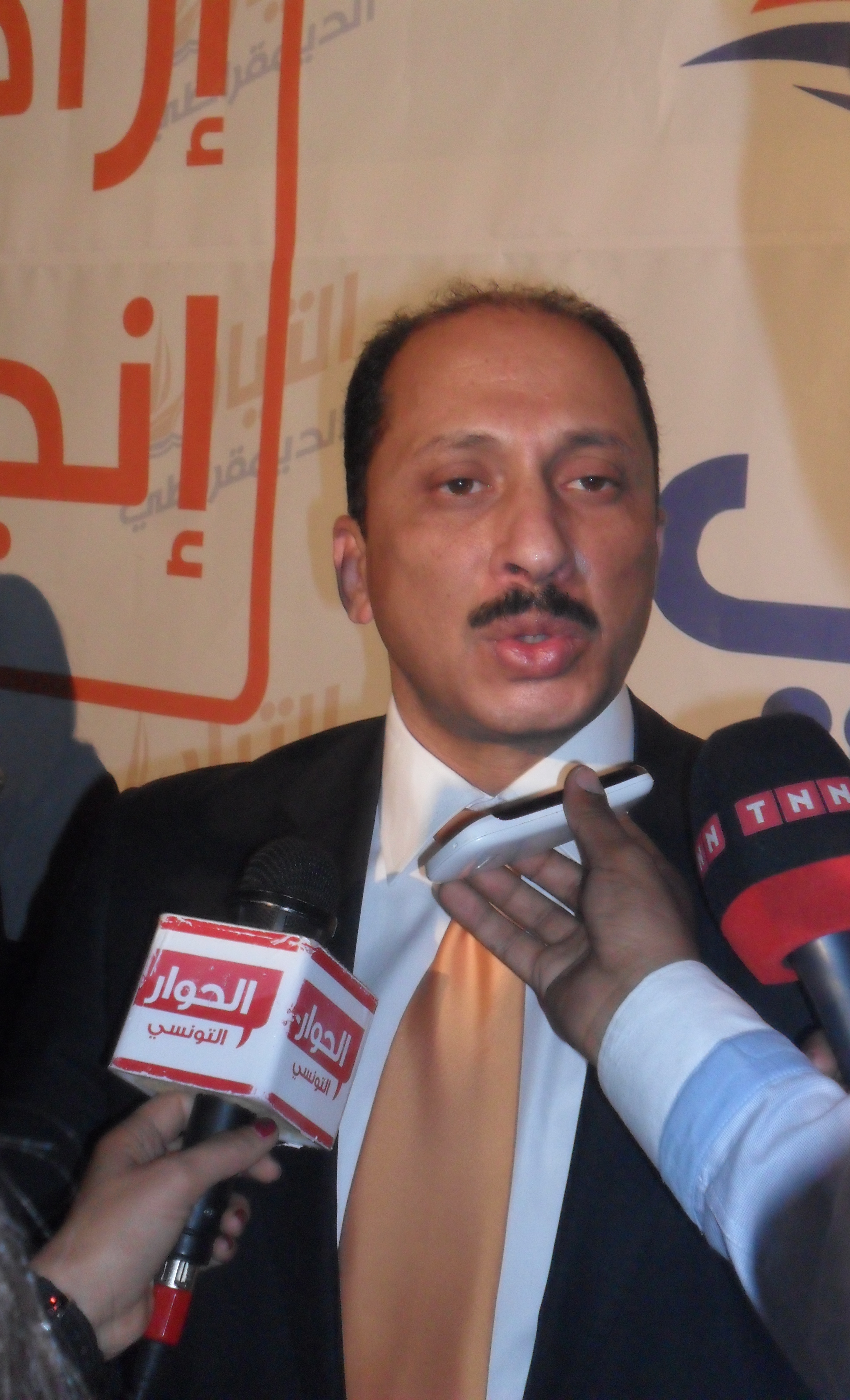
2 - Mohamed Abbou
3 - Abir Moussi
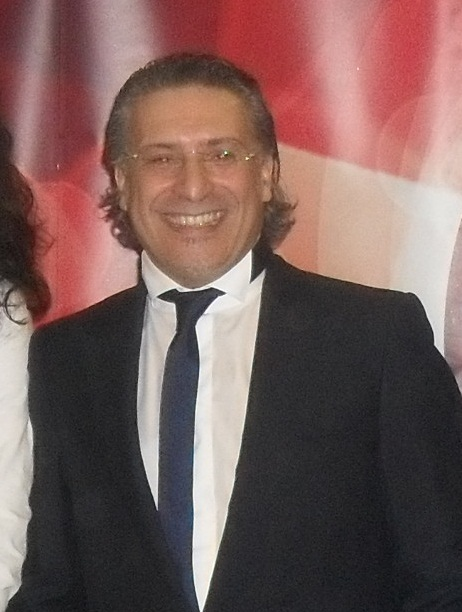
4 - Nabil Karoui
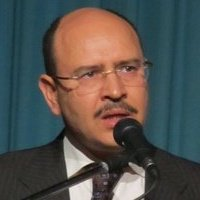
5 - Lotfi Mraïhi
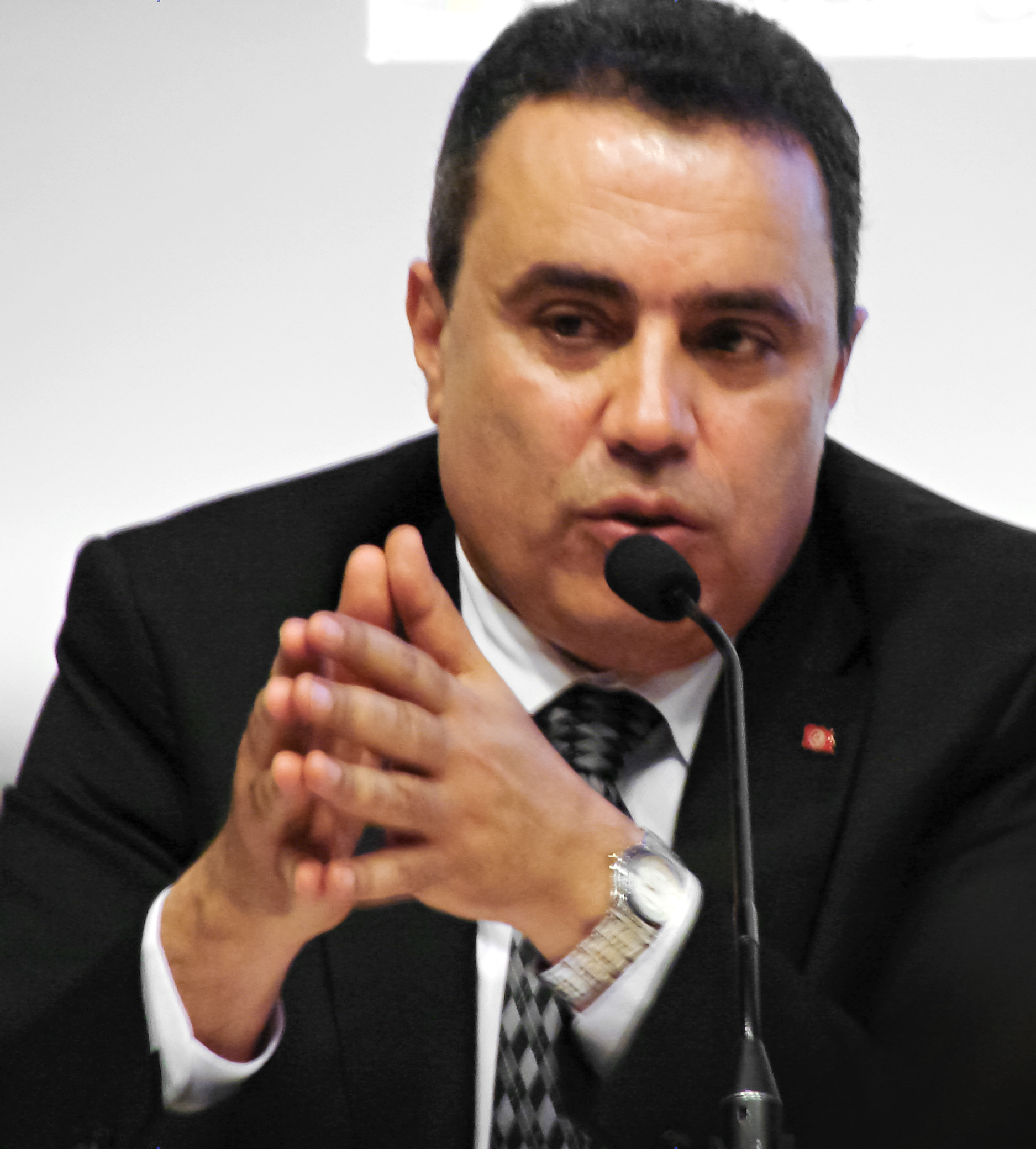
6 - Mehdi Jomaa
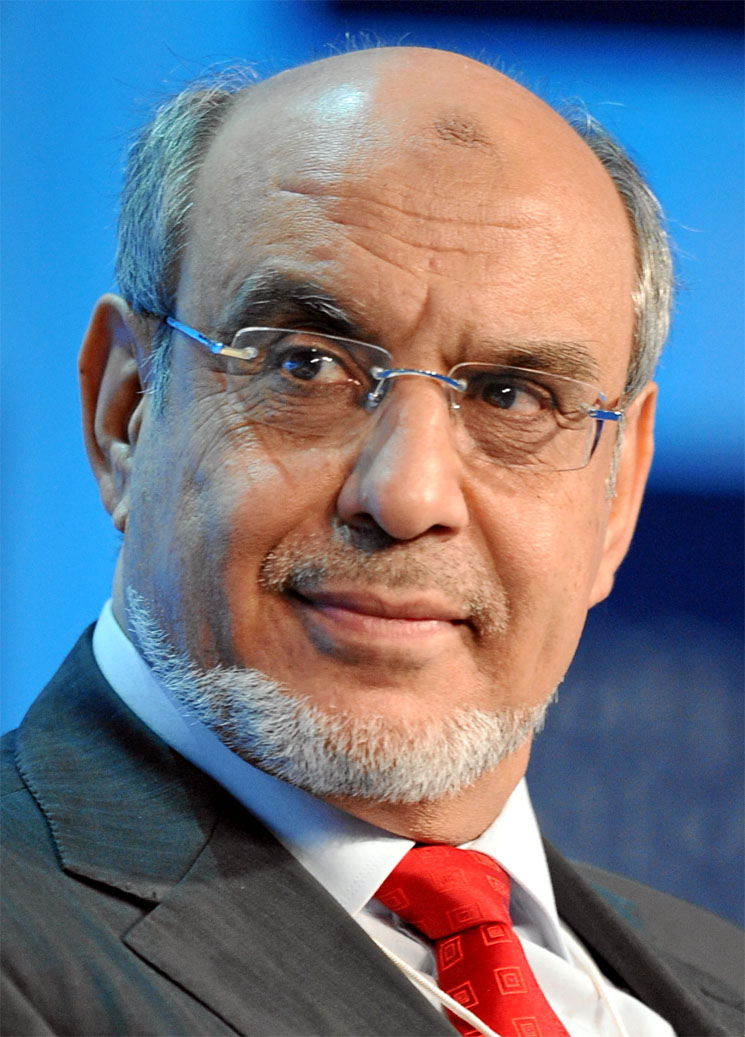
7 - Hamadi Jebali
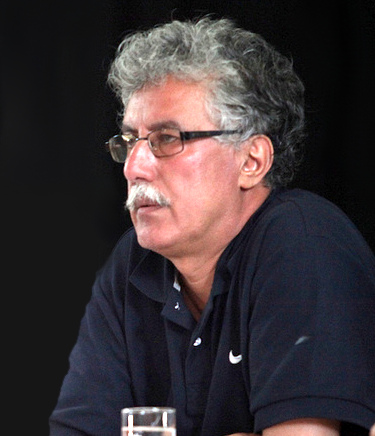
8 - Hamma Hammami
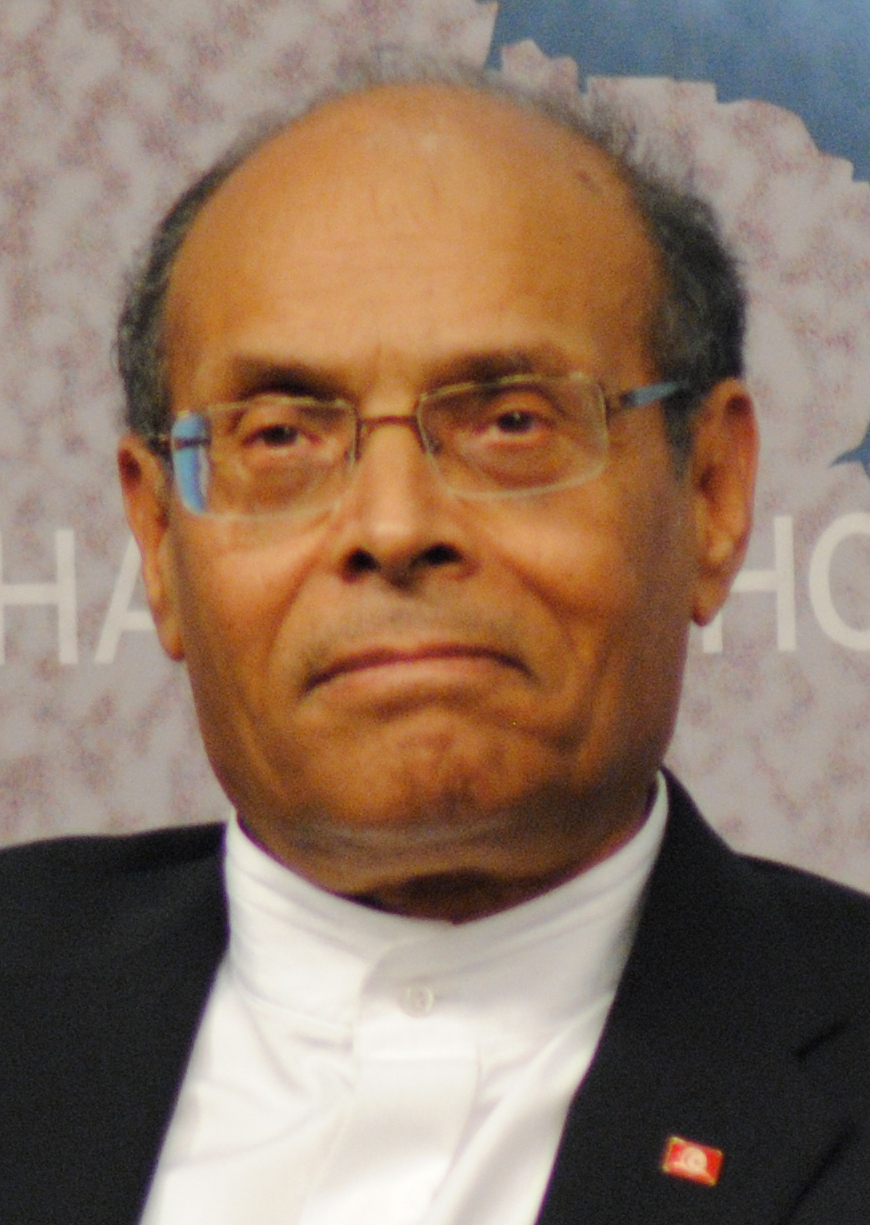
9 - Moncef Marzouki
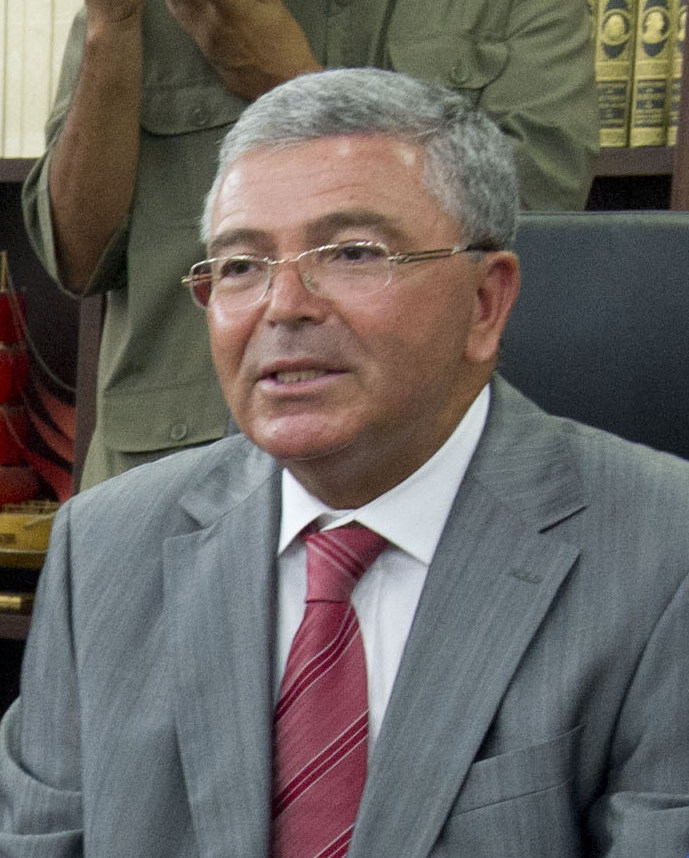
10 - Abdelkrim Zbidi
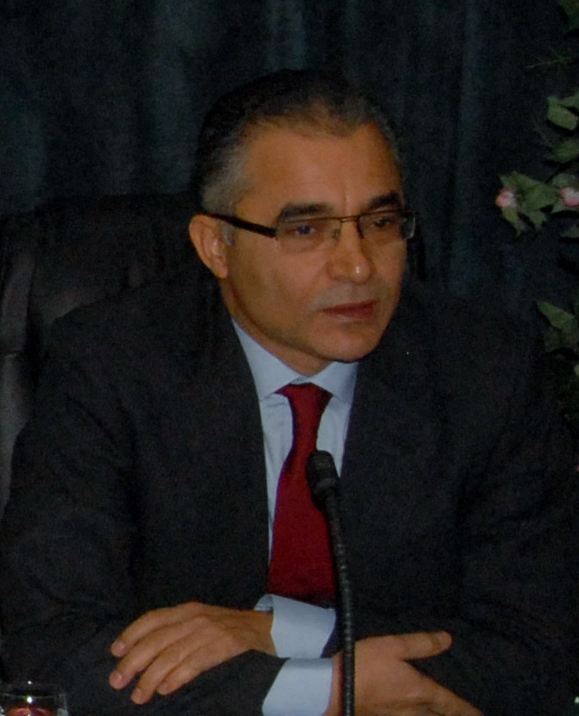
11 - Mohsen Marzouk
12 - Mohamed Seghaïer Nouri
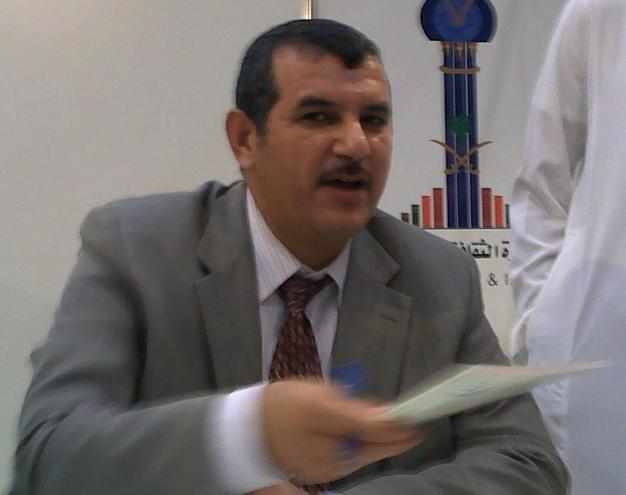
13 - Hechmi Hamdi
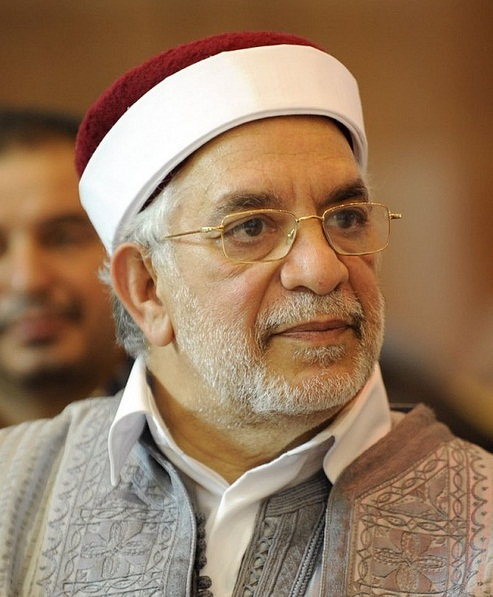
14 - Abdelfattah Mourou
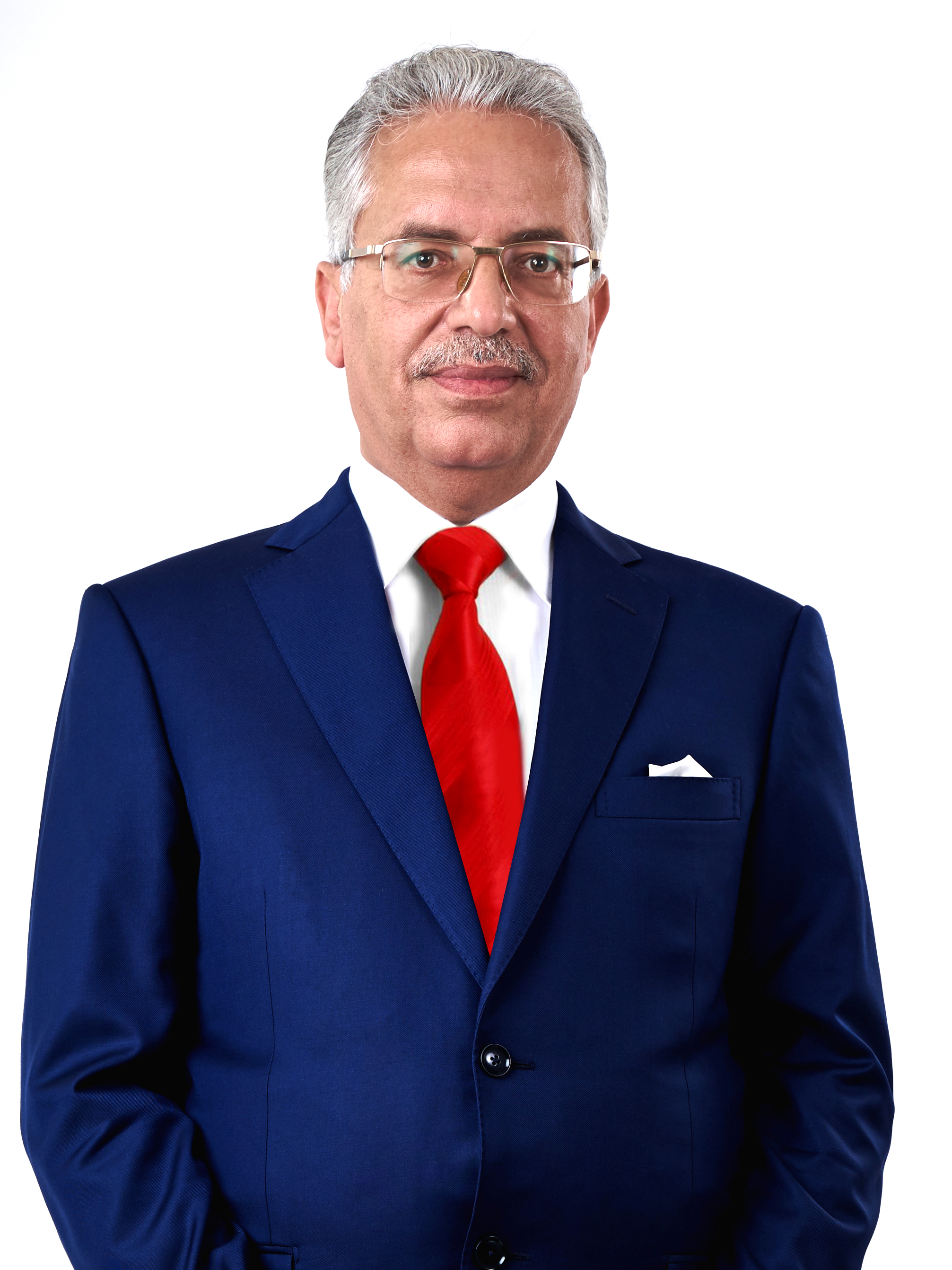
15 - Omar Mansour
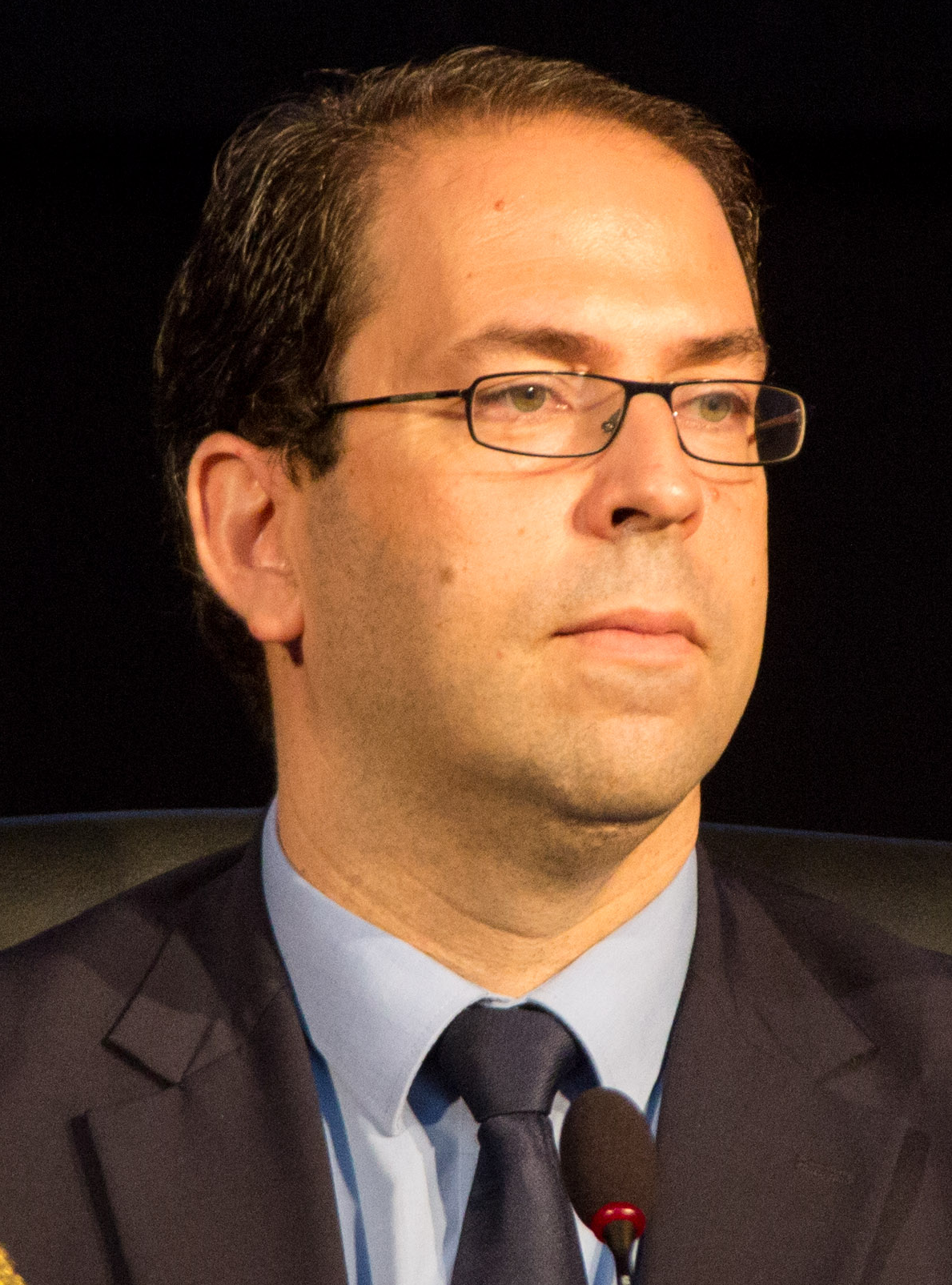
16 - Youssef Chahed
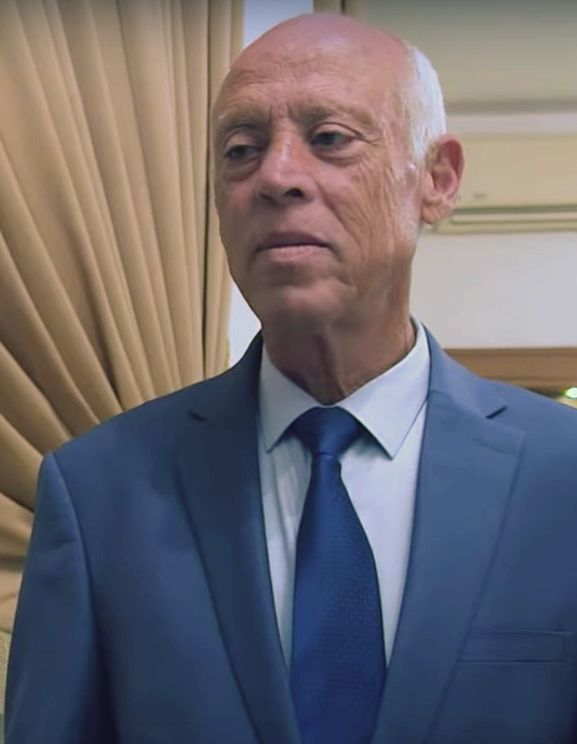
17 - Kaïs Saied
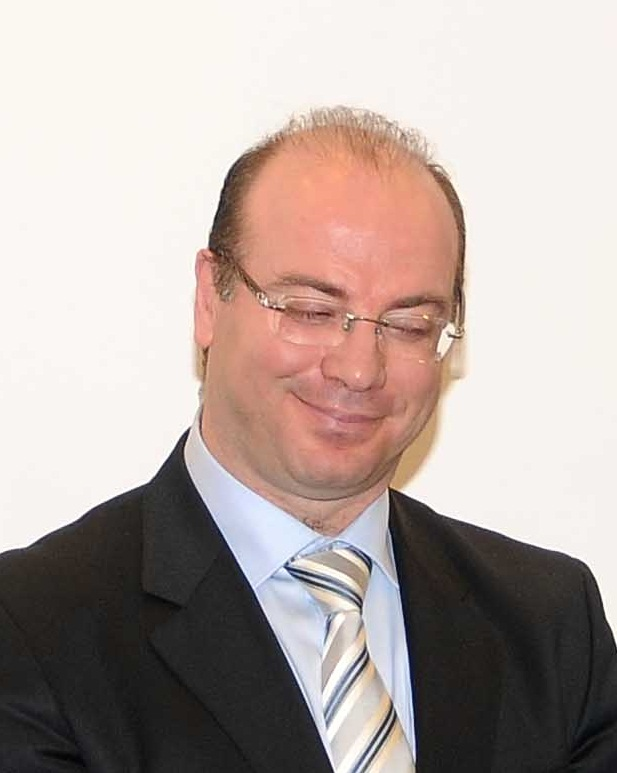
18 - Elyes Fakhfakh
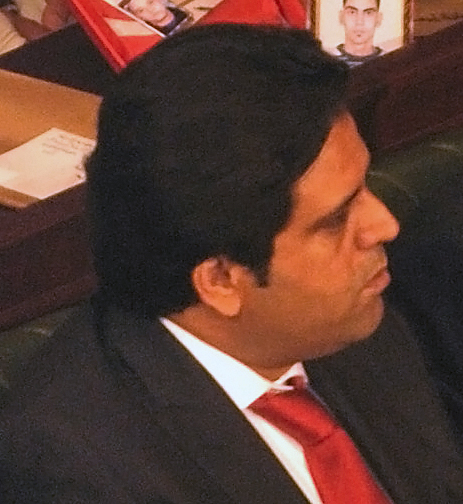
19 - Slim Riahi
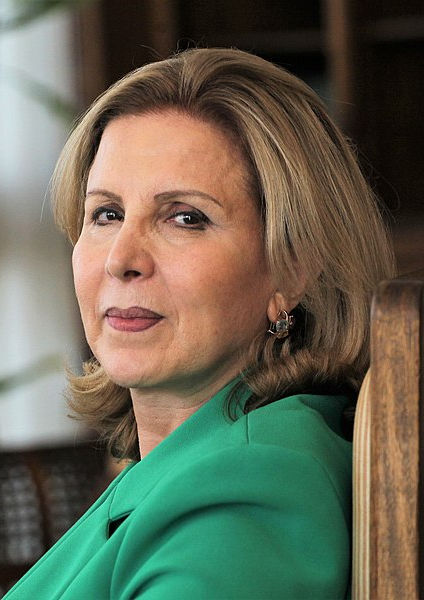
20 - Selma Elloumi
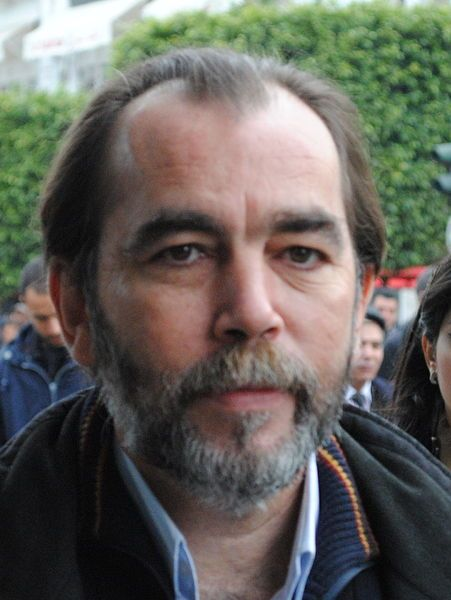
21 - Saïd Aïdi
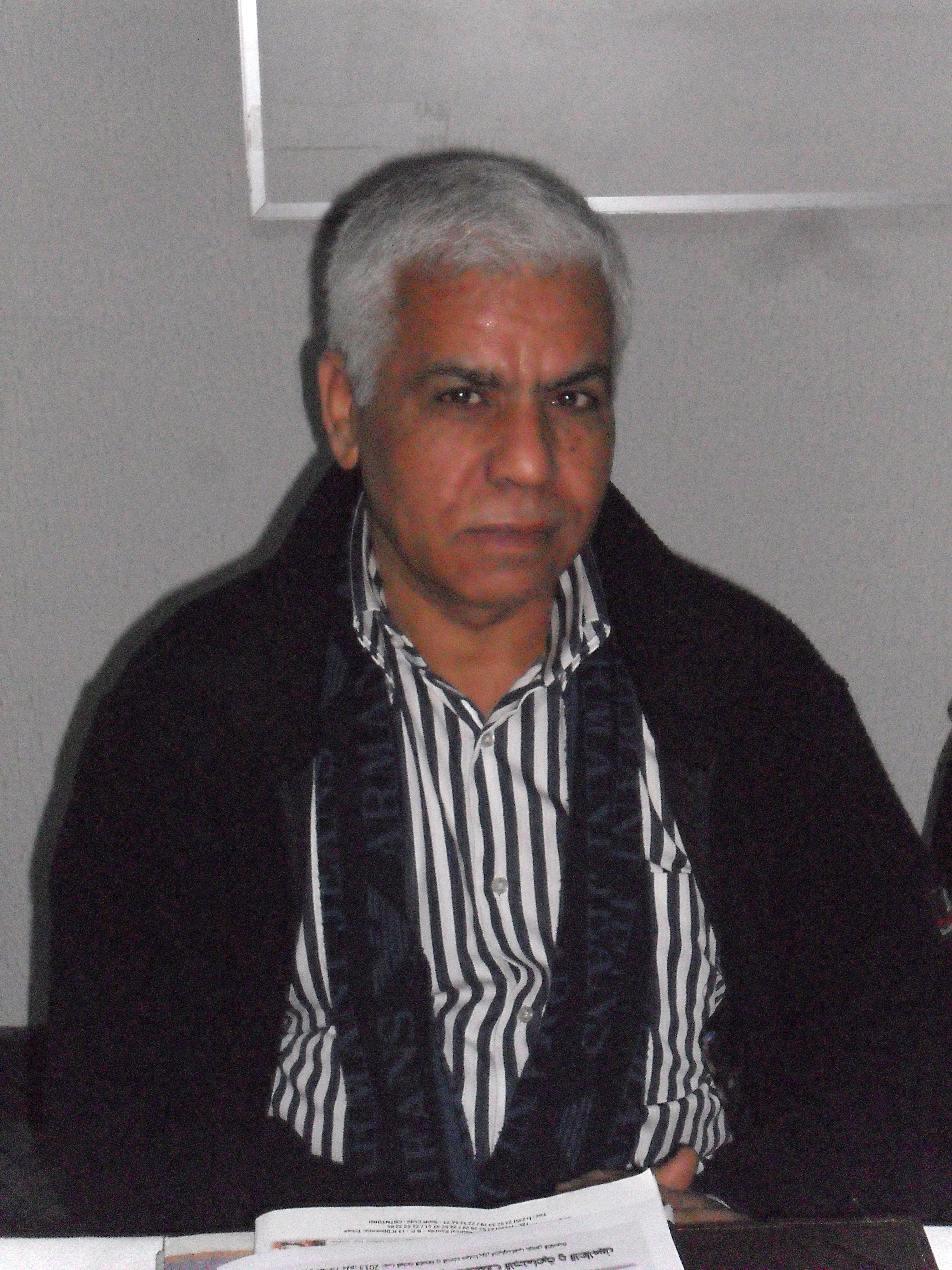
22 - Safi Saïd
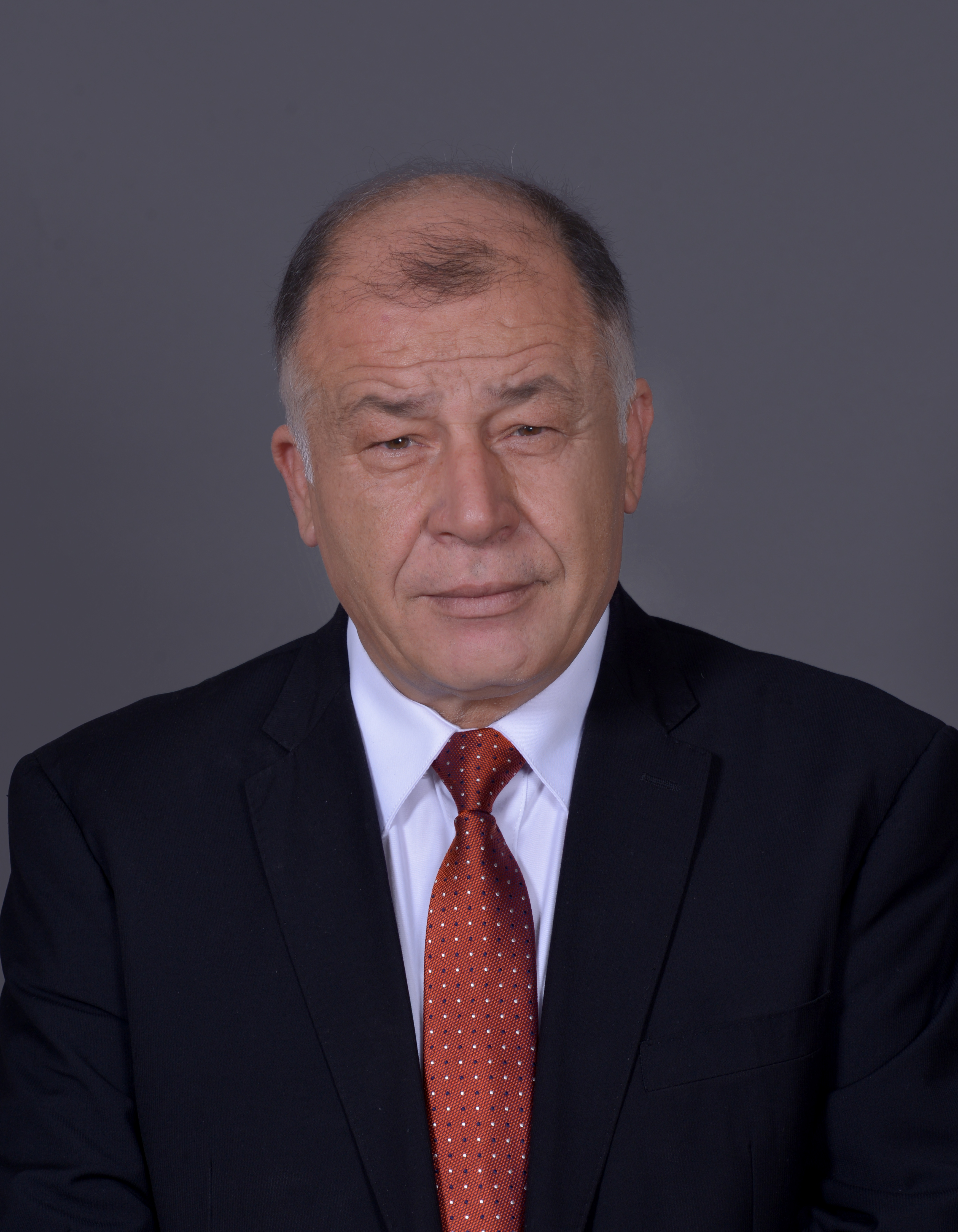
23 - Néji Jalloul
24 - Hatem Boulabiar
25 - Abid Briki
26 - Seifeddine Makhlouf

## Campaña

### Temas

#### Fragmentación, desconexión y aumento del antisistema
Las elecciones presidenciales está marcada por una importante fragmentación política, en el contexto de una interrupción del sistema político existente. El importante desencanto de los votantes con los partidos tradicionales trae consigo un deseo de renovación de las élites políticas, que se manifiesta a favor de varios candidatos considerados populistas o antisistema. Treinta candidatos habían competido por las elecciones presidenciales de 2014, en su mayoría eran candidatos menores, la campaña se estructuraba en la oposición entre las dos principales corrientes del país, con un lado candidato modernista, Beji Caíd Essebsi del partido Nidaa Tounes, y por otro candidato apoyado por los islamistas de Ennahdha, Moncef Marzouki del Congreso para la República  . 
Esta división en torno al islam político parece desvanecerse en 2019 con la proliferación de candidatos juzgados por igual fuerza y la aparición de independientes previamente al margen del sistema político. Las preocupaciones económicas y sociales tienen prioridad en la campaña, la pobreza se mezcla con el deseo de cambio del personal político existente, juzgado por su incapacidad para ponerle fin. Este "viento de dégagisme" se refleja en las encuestas de opinión a principios de noviembre de 2018, con la aparición de candidatos independientes que destronan a las principales figuras políticas en el pronóstico de acceso a la segunda vuelta. Una dinámica que también se confirma en las intenciones de los votos en el legislativo, un posible candidato del partido, Nabil Karoui, logra más del 30% en las encuestas, incluso antes de obtener una existencia legal. La expresión "degagisme" se refiere al eslogan Dégage! dicho al presidente Zine El Abidine Ben Ali durante la revolución de 2011  . 
El partido presidencial Nidaa Tounes también es objeto de divisiones que dieron a luz en años anteriores a partidos disidentes.   : Tahya Tounes se formó alrededor de Youssef Chahed o Machrouu Tounes alrededor de Mohsen Marzouk . Estas divisiones amplifican la dispersión de voces dentro del campo modernista. Por su parte, la izquierda está dispersa tanto con las candidaturas de Hamma Hammami, Abid Briki y Mongi Rahoui. Incluso el movimiento islamista Ennahda, que sin embargo se considera muy disciplinado, enfrenta a dos de sus líderes contra su candidato Abdelfattah Mourou.   : Hammadi Jebali y Hatem Boulabiar
Estos diferentes factores conducen a una elección presidencial considerada muy abierta. El resultado de la primera vuelta es ciertamente incierto, ya que muchos candidatos tienen la oportunidad de ganar. La diversidad de las candidaturas que pueden prevalecer sobre las elecciones anteriores se considera sin embargo un signo de la vitalidad de la democracia tunecina, aún en proceso de arraigarse después de décadas de gobierno autoritario.

#### Economía
A pesar de la considerable simpatía en el extranjero debido al proceso de democratización, que garantiza el apoyo de los occidentales y el FMI, la situación económica de Túnez sigue siendo difícil en 2019. El sector turístico, que representa una gran parte del PIB nacional, se está recuperando solo después de haber sido golpeado fuertemente por las incertidumbres posrevolucionarias y especialmente por el ataque islámico de Sousse de 2015. El aumento de los precios es responsable de fuertes tensiones sociales en años anteriores, lo que lleva al gobierno a seguir una política de lucha contra la inflación, en detrimento del crecimiento. Aunque la inflación se mantuvo en un 7% en 2018 y principios de 2019, los medios utilizados para este fin causaron una contracción crediticia significativa. Los sucesivos aumentos de las tasas del Banco Central también pesan sobre el crecimiento, que es del 2,5%, mientras que el país aún se está desarrollando y el desempleo sigue siendo alto, alrededor del 15%. Sin embargo, la reciente recuperación del sector turístico ha permitido un aumento en el dinar, que finalmente se está apreciando frente al euro, después de una depreciación del 65% de 2011 a 2018. La deuda pública se mantiene en un nivel alto, en 77% del PIB, debido a déficits presupuestarios crónicos. La incertidumbre vinculada a las elecciones presidenciales y parlamentarias también mantiene a los inversores en una actitud de esperar y ver  . 

#### Derechos de los homosexuales
La legalización de la homosexualidad ha sido un tema recurrente de la política tunecina durante varios años. Las relaciones entre hombres adultos están sujetas a la prohibición de la sodomía, que se castiga con tres años de prisión en virtud del artículo 230 del Código Penal. Esta legislación es utilizada por la policía para hostigar a las parejas homosexuales, detenerlos y  someterlos por decisión judicial a un test anal como supuesta práctica de sodomía. Más de cien homosexuales fueron arrestados en 2018, un fuerte aumento desde la revolución de 2011, mientras que las asociaciones de protección gay son hostigadas o prohibidas, lo que no impide su expansión.
El ministro de Justicia, Mohamed Salah Ben Aïssa, llamó en septiembre de 2015 despenalización de la homosexualidad y dijo que tras la adopción de la nueva Constitución no es admisible la violación de las libertades individuales, la vida privada y las elecciones personales incluso las sexuales . Sin embargo, es rechazado por el presidente Beji Caíd Essebsi, quien afirma que su solicitud es vinculante solo para él y no para el Estado. El ministro fue destituido. Según una encuesta de opinión realizada en 2016, el 64,5% de los tunecinos cree que la homosexualidad debe ser castigada, el 11% tiene una opinión contraria y el resto se abstiene de responder.
En un informe presentado el 15 de junio de 2018 al Presidente, el Comité de Libertades Individuales e Igualdad recomienda la abolición del artículo 230 del Código Penal. El tema sigue siendo un tema frecuentemente planteado por la periferia modernista de la sociedad tunecina, y a la mayoría de los candidatos presidenciales se les pide su posición sobre este tema durante las entrevistas con los medios. 
Mounir Baatour llamó la atención de los medios de comunicación occidentales al presentarse a la presidencia, lo que lo habría convertido en el primer candidato homosexual para ese puesto en el mundo árabe . Sin embargo, su candidatura se considera anecdótica en el país, mientras que varias asociaciones LGBT se oponen a ella y la consideran peligrosa por la causa homosexual. Baatour fue sentenciado a tres años de prisión en 2013 por sodomía con un estudiante menor de 17 años de edad, hechos que siempre ha negado. Finalmente se rechaza su candidatura, que Baatour disputa pero sin éxito.

### Principales candidatos

#### Youssef Chahed

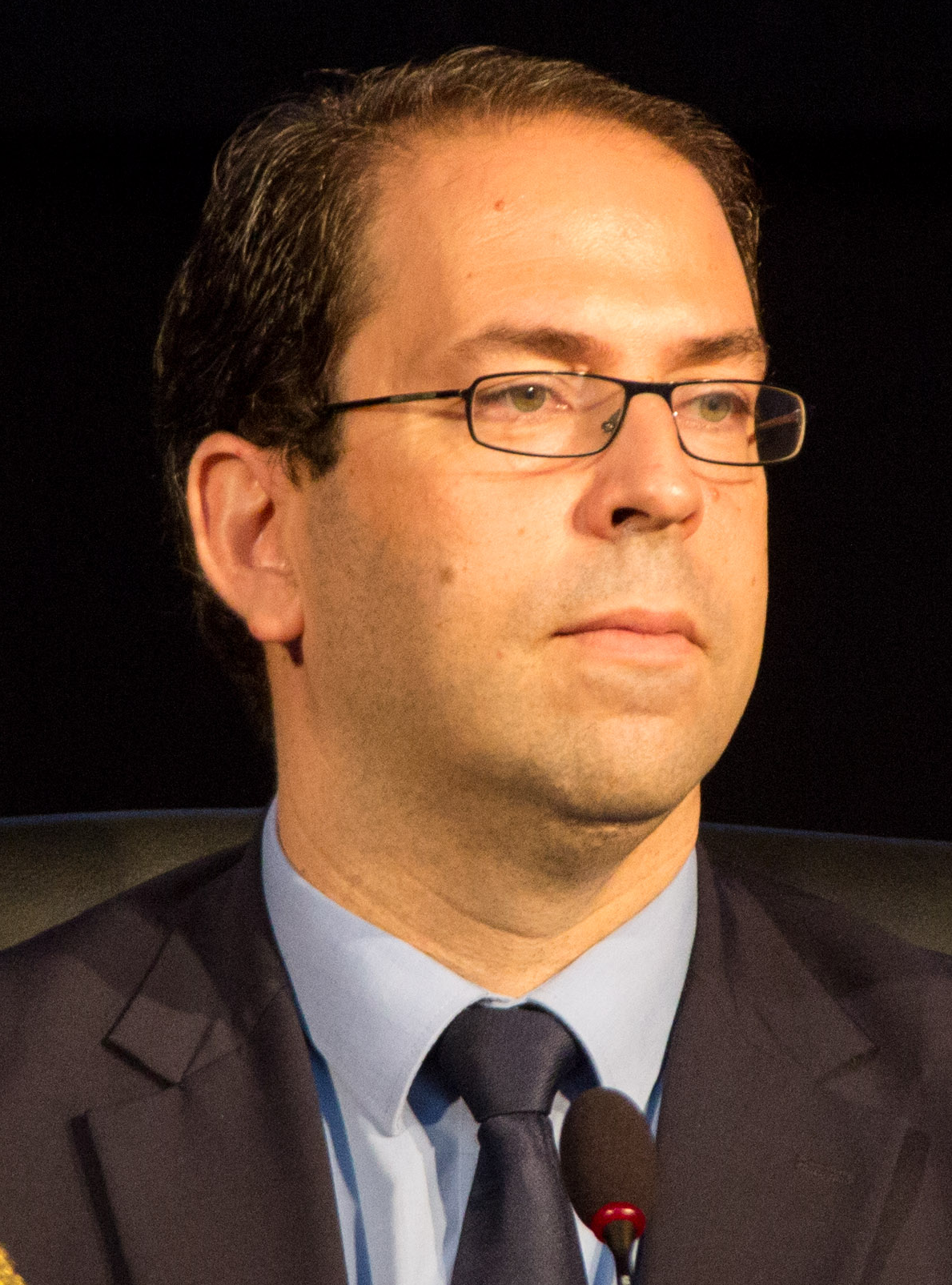
Youssef Chahed

Youssef Chahed, de 43 años de edad, es el jefe del gobierno tunecino desde el 27 de agosto de 2016 Con el apoyo del presidente Béji Caïd Essebsi en el partido Nidaa Tounes, dirige un gobierno de unidad nacional en coalición con la Unión Patriótica Libre, Afek Tounes, Machrouu Tounes y especialmente el partido islamista Ennahdha, un partido del que logra el apoyo estable. Esto le permite permanecer más de tres años como jefe del ejecutivo, todo un récord en el Túnez posrevolucionario. Los débiles resultados de Nidaa Tounes en las elecciones municipales de mayo de 2018 llevaron a profundas disensiones que acabaron el 15 de septiembre tras su exclusión del partido. Shahed  fundó posteriormente su propio partido, que más tarde denominó Tahya Tounes, y logró permanecer en el cargo gracias a la deserción de cuarenta miembros a su favor. 
Distanciado con el presidente Caíd Essebsi, Chahed se está centrando en la recuperación de la economía del país. Sin embargo, sus resultados son desiguales, con una inflación que alcanza el 6,5%, mientras que el desempleo sigue siendo alto, alrededor del 15%.
El 22 de agosto, Chahed delegó sus funciones al ministro de Servicio Público, Kamel Morjane. Esta elección suscita controversia debido al pasado de Morjane, ministro de Defensa y Asuntos Exteriores bajo el régimen de Zine El Abidine Ben Ali.

#### Nabil Karoui

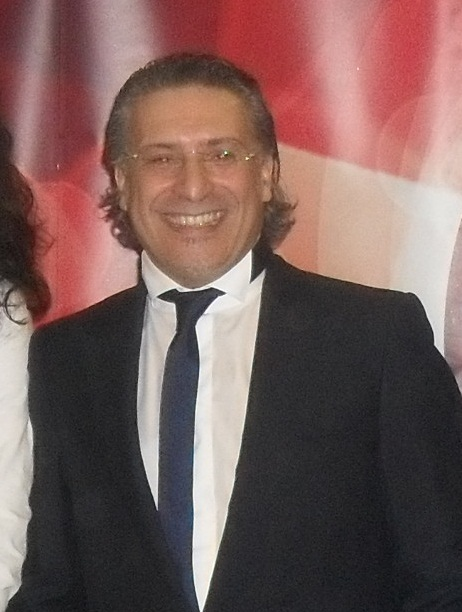
Nabil Karoui

Nabil Karoui, de 56 años de edad años, es un hombre de negocios especializado en el campo de la comunicación. Es el dueño del canal de televisión Nessma, conocido por haber transmitido la película Persépolis Marjane Satrapi, causando la ira de muchos salafistas y un juicio por blasfemia, un delito punible con tres años de prisión. Defendido por el abogado Chokri Belaïd, cuyo asesinato poco después provoca importantes manifestaciones y la crisis gubernamental más grave desde la revolución, Karoui escapa de la prisión y es condenado a una multa.
Tras la muerte de su hijo en un accidente automovilístico en abril de 2016, Nabil Karoui está muy involucrado en una organización benéfica, Khalil Tounes. Proporciona a los pobres comidas, cuidados y necesidades básicas, transmitidas por Nessma. Karoui disfruta de una gran popularidad, lo que lo impulsa a la escena política cuando varias encuestas lo acreditaron con el primer lugar de las intenciones de voto en las elecciones presidenciales, con el apoyo del 25 al 30% de los encuestados. Luego se le acusa de utilizar la filantropía con el único propósito de atraer a futuros votantes, su rival Youssef Chahed lo llama el "Berlusconi tunecino".
El gobierno trata de evitar su candidatura agregando a un borrador de enmienda una cláusula personalizada que prohíbe que los propietarios de los medios se presenten. Votada en la Asamblea de Representantes del Pueblo, la nueva ley electoral fue bloqueada por el presidente Beji Caíd Essebsi justo antes de su muerte. Según varias encuestas realizadas en julio, Karoui podría lograr pasar a la segunda vuelta  . 
Sin embargo el 8 de julio se le acusó de lavado de dinero y se le prohíbe salir del país y se le congelaron sus bienes. El 9 de agosto, el ISIE lo inmoviliza por haber comenzado su campaña antes de las fechas oficiales. El 28 de agosto, por las mismas razones, ordenó a su equipo de campaña que retirara sus carteles con el lema "La prisión no nos detendrá... Cita el 15 de septiembre". Mientras tanto, fue arrestado el 23 de agosto, tras la presentación de una orden de arresto por parte de la División de Acusación del Tribunal de Apelación de Túnez A pesar de su arresto, mantiene su candidatura, ya que no ha sido condenado hasta ahora por los tribunales, ni privado de sus derechos civiles. Sin embargo, el ISIE está preocupado por las condiciones en las que Karoui tendrá que hacer campaña tras las rejas, mientras que la Liga Tunecina de Derechos Humanos denuncia las condiciones de su arresto. Los observadores creen que este episodio podría beneficiar a Karoui al reforzar su imagen "antisistema".

#### Abir Moussi
Abogada de profesión, Abir Moussi encabeza el Partido Destourian Libre . Descrito regularmente como un partido de extrema derecha, reúne a los partidarios del antiguo Agrupación Constitucional Democrática, que dominó el país antes de la revolución. Moussi, de 43 ans años, encarna la nostalgia de la dictadura autoritaria del expresidente Zine el-Abidine Ben Ali, en virtud de la cual dijo que "no había ni paro ni pobreza" y que la revolución fue un complot de europeos y sionistas. Por lo tanto, no reconoce la Constitución de 2014  y aboga por el establecimiento de un régimen presidencial.  Conservadora, pide el encarcelamiento de homosexuales que asocia con delincuentes. Aunque reclamaba la igualdad de género en la herencia, se opuso al plan del gobierno saliente para implementarla, diciendo que, al extender los derechos de los niños nacidos fuera del matrimonio, era una infracción a la institución de la familia. La propuesta del Comité de Libertades Individuales e Igualdad (Colibe) de introducir esta igualdad dejando a los legatarios la opción de utilizar el antiguo sistema basado en el Corán también atrae las críticas de la candidata, que lo considera "la puerta abierta a los matrimonios de costumbre y una discriminación entre las propias mujeres".

#### Abdelkarim Zbidi

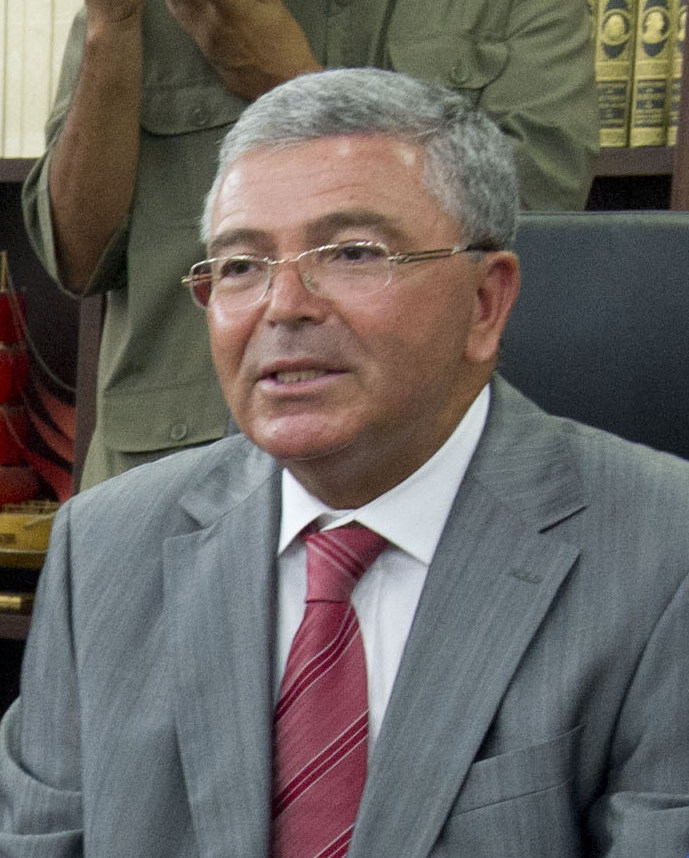
Abdelkrim Zbidi

Abdelkarim Zbidi, médico de formación, de 69 años de edad está considerado como en el continuador de las políticas del presidente Caíd Essebsi por su cercanía en los últimos años.  Ha sido ministro de Defensa en los últimos años, un puesto situado directamente bajo la autoridad del presidente. Reunió a su alrededor a los leales del difunto presidente en los partidos Afek Tounes y Nidaa Tounes antes de anunciar su posible candidatura.  Se presenta como candidato independiente dimitiendo como ministro el día que presentó su candidatura. Considera que el sistema actual es un híbrido poco efectivo y ha prometido convocar un referéndum para apelar al pueblo a decidir entre un régimen presidencial y uno parlamentario. Durante los debates televisados, se ha comprometido a reformar la administración pública, luchar contra la corrupción y despenalizar las drogas.

#### Abdelfattah Mourou

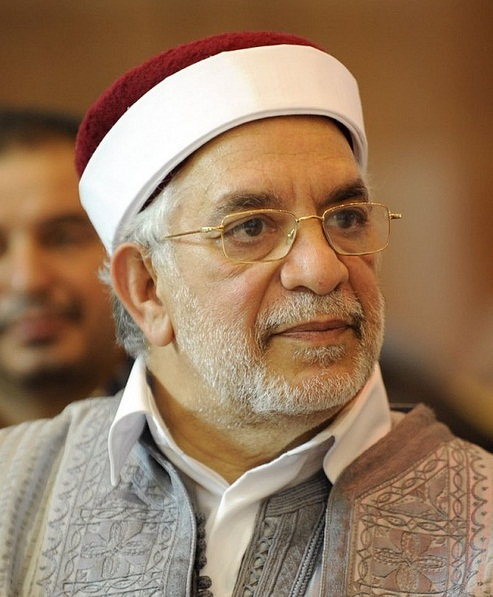
Abdelfattah Mourou

Ha sido una sorpresa el que Abdelfattah Mourou se convirtiera a los 71 años de edad en el candidato de Ennahdha. Hasta el momento, este último se había negado a tratar de obtener la presidencia, por temor a levantar la oposición de la sociedad y el mundo político en Túnez y en el extranjero, frente a la hegemonía de un partido islamista en el país. Con el objetivo de controlar el gobierno a través del parlamento y las entidades descentralizadas, Ennadha rompe parcialmente con esta política al presentar la candidatura de Mourou, un abogado de profesión, cuyo objetivo no sería ganar dada la inversión súbita del calendario electoral. La muerte del presidente Caíd Essebsi situando la primera vuelta antes de las elecciones legislativas el partido considera imposible dejar de presentar un candidato durante el período estrecho de la campaña electoral. A pesar de la renuencia de varios miembros de la dirección del partido a este cambio de posición, la candidatura de Mourou, cuya personalidad se considera muy poco limpia, es impuesta por su líder, Rached Ghannouchi, y fue apoyado con 98 votos favor y cinco abstenciones por El Consejo de la Shura de Ennahdha  . El candidato es conocido por su humor y su abundante discurso. Excelente orador, aficionado a las citas religiosas o filosóficas, incluso canta durante sus intervenciones en televisión, disfruta de una imagen de simpatizante aristócrata de la capital, o beldi. Se destaca por su uso de jebba, se comprometió, en caso de victoria, a cambiarlo por un clásico de traje y corbata.
A pesar de su buena imagen, Abdelfattah Mourou sufre el catastrófico historial económico de Ennahdha cuando llegó al poder de 2011 a 2014 en la troika . Acusado de haber llevado a cabo una distribución real de empleos públicos a sus partidarios copando la administración. El gobierno de la troika confirmó efectivamente el aumento del número de funcionarios del estado tunecino en un 35%. El aumento en la factura salarial sigue pesando sobre el presupuesto del país, en pleno estancamiento económico. El partido en realidad pierde más de un millón de votantes entre la elección del distrito electoral de 2011 y las elecciones municipales de 2018, mientras sigue siendo el partido principal del país en un contexto de alta abstención.

## Resultados
| Candidato                   | Candidato                   | Partido                     | Primera vuelta | Primera vuelta | Segunda vuelta | Segunda vuelta |
| Candidato                   | Candidato                   | Partido                     | Votos          | %              | Votos          | %              |
| --------------------------- | --------------------------- | --------------------------- | -------------- | -------------- | -------------- | -------------- |
|                             | Kaïs Saïed                  | Independiente               | 620 711        | 18,40          |                |                |
|                             | Nabil Karoui                | Qalb Tounes                 | 525 517        | 15,58          |                |                |
|                             | Abdelfattah Mourou          | Ennahdha                    | 434 530        | 12,88          |                |                |
|                             | Abdelkrim Zbidi             | Independiente               | 361 864        | 10,73          |                |                |
|                             | Youssef Chahed              | Tahya Tounes                | 249 049        | 7,38           |                |                |
|                             | Safi Saïd                   | Independiente               | 239 951        | 7,11           |                |                |
|                             | Lotfi Mraïhi                | Unión Popular Republicana   | 221 190        | 6,56           |                |                |
|                             | Seifeddine Makhlouf         | Coalición Dignidad          | 147 351        | 4,37           |                |                |
|                             | Abir Moussi                 | Partido Desturiano Libre    | 135 461        | 4,02           |                |                |
|                             | Mohamed Abbou               | Corriente Democrática       | 122 287        | 3,63           |                |                |
|                             | Moncef Marzouki             | Al-Irada                    | 100 338        | 2,97           |                |                |
|                             | Mehdi Jomaa                 | Al Badil Ettounsi           | 61 371         | 1,82           |                |                |
|                             | Mongi Rahoui                | Frente Popular              | 27 346         | 0,81           |                |                |
|                             | Hechmi Hamdi                | Corriente del Amor          | 25 384         | 0,75           |                |                |
|                             | Hamma Hammami               | Independiente               | 23 252         | 0,69           |                |                |
|                             | Elies Fajfaj                | Ettakatol                   | 11 532         | 0,34           |                |                |
|                             | Saïd Aïdi                   | Bani Watani                 | 10 198         | 0,30           |                |                |
|                             | Omar Mansour                | Independiente               | 10 160         | 0,30           |                |                |
|                             | Mohsen Marzouk              | Machrouu Tounes             | 7376           | 0,22           |                |                |
|                             | Hamadi Jebali               | Independiente               | 7364           | 0,22           |                |                |
|                             | Néji Jalloul                | Independiente               | 7166           | 0,21           |                |                |
|                             | Abid Briki                  | Túnez Adelante              | 5799           | 0,17           |                |                |
|                             | Selma Elloumi               | Al Amal                     | 5093           | 0,15           |                |                |
|                             | Mohamed Seghaïer Nouri      | Independiente               | 4598           | 0,14           |                |                |
|                             | Slim Riahi                  | Nueva Unión Nacional        | 4472           | 0,13           |                |                |
|                             | Hatem Boulabiar             | Independiente               | 3704           | 0,11           |                |                |
|                             |                             |                             |                |                |                |                |
| Votos válidos               | Votos válidos               | Votos válidos               | 3 372 973      | 97,34          |                |                |
| Votos en blanco             | Votos en blanco             | Votos en blanco             | 23 867         | 0,69           |                |                |
| Votos inválidos             | Votos inválidos             | Votos inválidos             | 68 344         | 1,97           |                |                |
| Total                       | Total                       | Total                       | 3 465 184      | 100            |                | 100            |
| Abstención                  | Abstención                  | Abstención                  | 3 609 382      | 51,02          |                |                |
| Registrados / Participación | Registrados / Participación | Registrados / Participación | 7 074 566      | 48,98          | 7 074 566      |                |